# 鲁文佐里山国家公园
鲁文佐里山国家公园（Rwenzori Mountains National Park）是乌干达的一座国家公园。位于鲁文佐里山脉乌干达境内，总面积998平方千米。鲁文佐里山国家公园园内拥有非洲第三高峰和许多瀑布、湖泊和冰川。1994年列入联合国教科文组织世界遗产名录。

## 历史
鲁文佐里山国家公园建立于1991年。1994年因其具有杰出的自然景观，成为联合国教科文组织世界遗产。1997年至2001年6月，反政府民兵占领了鲁文佐里山区。1999年至2004年，联合国教科文组织以园内不安全和资源短缺为由，将该国家公园列入濒危世界遗产名录。

## 地理
鲁文佐里山国家公园位于乌干达西南部，东非大裂谷西支的西部边缘。国家公园沿着乌干达与刚果民主共和国的国界线设置，并与刚果民主共和国同为联合国教科文组织世界遗产、面积50 km（31 mi）的维龙加国家公园相接。鲁文佐里山国家公园属本迪布焦区、卡巴罗莱区和卡塞塞三区管辖，距离附近的小镇卡塞塞25 km（16 mi）。国家公园总面积996km²，其中70%的地区海拔超过2,500米（8,202英尺）。国家公园有120 km（75 mi）长，48 km（30 mi）宽。
鲁文佐里山国家公园包括鲁文佐里山脉中部和东部的大部分地区，山上冰雪皑皑。斯坦利山就在这里，其中海拔5,109米（16,762英尺）的玛格丽塔峰还是非洲的第三高峰。非洲的第四和第五高峰斯皮克峰、贝克峰也位于国家公园内。园内拥有冰川、雪原、瀑布、湖泊等自然景观，被誉为非洲最美丽的山区之一。

## 生物
鲁文佐里山国家公园内有许多艾伯丁裂谷系的特有种生物。在卉类和树木方面有很高的生物多样性。园内的植物最为知名，并因此得名为世界上最美丽的地方之一。根据海拔高低的变化，园内共有5种不同的植被类型。
动物方面，国家公园内共有89种鸟类、15种蝴蝶和4种灵长类动物。国家公园园内的野生动物随海拔高低有所不同，包括尔氏长尾猴、麂羚、鲁文佐里蕉鹃、非洲森林象、黑猩猩屬、蹄兔目、疣猴屬等动物。

## 旅游
距乌干达首都坎帕拉437千米的卡塞塞是鲁文佐里山国家公园的入口。卡塞塞提供酒店和旅馆，徒步旅行者也可在园内露营：园内有良好的道路网和棚屋。在园内可以看到壮观的景色和不寻常的风景。最流行的徒步旅行路线是沿着国家公园的7天环线。

### 世界遗产登录基准
该世界遗产被认为满足世界遺產登錄基準中的以下基準而予以登錄：
- （vii）包含出色的自然美景与美学重要性的自然现象或地区。
- （x）拥有最重要及显著的多元性生物自然生态栖息地，包含从保育或科学的角度来看，符合普世价值的濒临绝种动物种。

### 濒危世界遗产
1999年至2004年，联合国教科文组织将该国家公园列入濒危世界遗产名录。